# Liste der Kulturgüter in Kloten
Die Liste der Kulturgüter in Kloten enthält alle Objekte in der Gemeinde Kloten im Kanton Zürich, die gemäss der Haager Konvention zum Schutz von Kulturgut bei bewaffneten Konflikten, dem Bundesgesetz vom 20. Juni 2014 über den Schutz der Kulturgüter bei bewaffneten Konflikten sowie der Verordnung vom 29. Oktober 2014 über den Schutz der Kulturgüter bei bewaffneten Konflikten unter Schutz stehen.
Objekte der Kategorie A sind im Gemeindegebiet nicht ausgewiesen, Objekte der Kategorie B sind vollständig in der Liste enthalten, Objekte der Kategorie C fehlen zurzeit (Stand: 1. Januar 2023). Unter übrige Baudenkmäler sind weitere geschützte Objekte zu finden, die im Verzeichnis der Objekte von überkommunaler Bedeutung der kantonalen Denkmalpflege zu finden und nicht bereits in der Liste der Kulturgüter enthalten sind.

## Kulturgüter
| Foto |                                                                                         | Objekt                                                                       | Kat. | Typ | Standort                            | Beschreibung |
| ---- | --------------------------------------------------------------------------------------- | ---------------------------------------------------------------------------- | ---- | --- | ----------------------------------- | ------------ |
| BW   | Datei hochladen · Wikidata zu Aalbühl, sog. «Schatzbuck«, römischer Gutshof (Q17041697) | Schatzbuck, römischer Gutshof KGS-Nr.: 07526                                 | B    | F   | Aalbühl 685000 / 257675             |              |
| ja   | Datei hochladen · Wikidata zu Ehemaliges Bauernhaus (Q29932829)                         | Ehemaliges Bauernhaus KGS-Nr.: 07527                                         | B    | G   | Dorfstrasse 47, 49 686677 / 256364  |              |
| ja   | Datei hochladen · Wikidata zu Reformierte Kirche Kloten (Q2136922)                      | Reformierte Kirche KGS-Nr.: 07528                                            | B    | G   | Dorfstrasse 24 686386 / 256386      |              |
| ja   | Datei hochladen · Wikidata zu Bogenhangar zum Flughafen (Q29932831)                     | Bogenhangar zum Flughafen KGS-Nr.: 09068                                     | B    | G   | Swissairstrasse 2.1 685141 / 255659 |              |
| BW   | Datei hochladen · Wikidata zu Römischer Gutshof (Q29932837)                             | Egetswil, römischer Gutshof KGS-Nr.: 12598                                   | B    | F   | Wolfenbergweg 686401 / 258750       |              |
| ja   | Datei hochladen · Wikidata zu Ehemaliges Doktorhaus (Q29932832)                         | Ehemaliges Doktorhaus mit Waschhaus und Scheune KGS-Nr.: 12599               | B    | G   | Lufingerstrasse 1 686034 / 256830   |              |
| BW   | Datei hochladen · Wikidata zu Hardwald, hallstattzeitliche Grabhügel (Q29932833)        | Hardwald, hallstattzeitliche Grabhügel KGS-Nr.: 12600                        | B    | F   | 687776 / 254920                     |              |
| BW   | Datei hochladen · Wikidata zu Homberg, hallstattzeitliche Grabhügel (Q29932836)         | Homberg, hallstattzeitliche Grabhügel KGS-Nr.: 12601                         | B    | F   | 684951 / 258450                     |              |
| BW   | Datei hochladen                                                                         | Kloten, römische Siedlung (Vicus?) / spätrömische Befestigung KGS-Nr.: 16824 | B    | F   | 686392 / 256363                     |              |

## Übrige Baudenkmäler
| ID                | Foto |                                                                  | Objekt                                                       | Kat.   | Typ | Standort                             | Beschreibung |
| ----------------- | ---- | ---------------------------------------------------------------- | ------------------------------------------------------------ | ------ | --- | ------------------------------------ | ------------ |
| 06200058          | ja   | Datei hochladen                                                  | Reformiertes Pfarrhaus                                       | B reg. | G   | Dorfstrasse 26 686434 / 256389       |              |
| 06200061          | ja   | Datei hochladen                                                  | Primarschulhaus                                              | B reg. | G   | Dorfstrasse 25 686415 / 256439       |              |
| 06200140          | ja   | Datei hochladen                                                  | Ehemaliges Doktorhaus, Scheune                               | B reg. | G   | Lufingerstrasse 1.2 686036 / 256862  |              |
| 06200147          |      | Datei hochladen                                                  | Bauernhaus, Wohnhaus mit Werkstatt                           | C      | G   | Dorfstrasse 7 686163 / 256497        |              |
| 06200153          | ja   | Datei hochladen                                                  | Ehemaliges Doktorhaus, Waschhaus                             | B reg. | G   | Lufingerstrasse 1.1 686028 / 256851  |              |
| 06200856          | ja   | Datei hochladen                                                  | Schulanlage im Spitz, Doppelturnhalle                        | B reg. | G   | Schulstrasse 26 686445 / 255552      |              |
| 06200883          |      | Datei hochladen                                                  | Hof Obholz, Bauernhaus                                       | B reg. | G   | Obholz 689644 / 257676               |              |
| 06200891          | ja   | Datei hochladen · Wikidata zu Bahnhof Kloten Balsberg (Q6421405) | Bahnhof Kloten-Balsberg, Wartehalle                          | B reg. | G   | Am Balsberg 685386 / 255227          |              |
| 06200901          |      | Datei hochladen                                                  | Bauernhaus mit Scheune                                       | C      | G   | Eigentalstrasse 689219 / 258351      |              |
| 06200924          | ja   | Datei hochladen                                                  | Schulanlage im Spitz, Kindergarten                           | B reg. | G   | Schulstrasse 33 686530 / 255505      |              |
| 06201128          | ja   | Datei hochladen                                                  | Schulanlage im Spitz, Klassentrakte A/B mit Pausenhalle      | B reg. | G   | Schulstrasse 25–29 686545 / 255579   |              |
| 06201129          | ja   | Datei hochladen                                                  | Schulanlage im Spitz, Kindergarten I                         | B reg. | G   | Schulstrasse 31 686514 / 255536      |              |
| 06201366          |      | Datei hochladen                                                  | Primarschule Hinterwiden, Singsaal                           | B reg. | G   | bei Lägernstrasse 14 685713 / 255711 |              |
| 06201367          |      | Datei hochladen                                                  | Primarschule Hinterwiden, Spezialtrakt D / Abwartswohnung    | B reg. | G   | Lägernstrasse 14 685725 / 255735     |              |
| 06201368          | ja   | Datei hochladen                                                  | Primarschule Hinterwiden, Schulhaus 1 mit Klassentrakten ABC | B reg. | G   | bei Lägernstrasse 14 685758 / 255706 |              |
| 06201369          | ja   | Datei hochladen                                                  | Primarschule Hinterwiden, Turnhalle                          | B reg. | G   | bei Lägernstrasse 14 685680 / 255695 |              |
| 06201370          | ja   | Datei hochladen                                                  | Primarschule Hinterwiden, Kindergarten 1                     | B reg. | G   | Lägernstrasse 11 685819 / 255687     |              |
| 06201375          |      | Datei hochladen                                                  | Primarschule Hinterwiden, Magazin                            | B reg. | G   | Lägernstrasse 14 685695 / 255670     |              |
| 06201682          |      | Datei hochladen                                                  | Primarschule Hinterwiden, Kindergarten 2                     | B reg. | G   | Lägernstrasse 13 685800 / 255637     |              |
| 06201772          | ja   | Datei hochladen                                                  | Primarschule Hinterwiden, Schulhaus 2 mit Klassentrakten EF  | B reg. | G   | Lägernstrasse 14 685715 / 255675     |              |
| 06201879          | ja   | Datei hochladen                                                  | Primarschule Hinterwiden, Werkschule                         | B reg. | G   | Lägernstrasse 14 685734 / 255635     |              |
| 062KUNSTWERK02732 | ja   | Datei hochladen                                                  | Bahnhof Zürich Flughafen, Kunst am Bau im Tunnelbahnhof      | B reg. | G   | Flughafen 684742 / 256083            |              |
| 06203150CA        | ja   | Datei hochladen                                                  | Waffenplatz Kloten, Kantinengebäude 1 Objekt CA              | B reg. | G   | Lufingerstrasse 21 686064 / 257001   |              |
| 06203150MA        | ja   | Datei hochladen                                                  | Waffenplatz Kloten, Halle 1 Objekt MA                        | B reg. | G   | Lufingerstrasse 686089 / 257118      |              |
| 06203150MB        | ja   | Datei hochladen                                                  | Waffenplatz Kloten, Halle 2 Objekt MB                        | B reg. | G   | Lufingerstrasse 686060 / 257165      |              |
| 06203150KH        | ja   | Datei hochladen                                                  | Waffenplatz Kloten, Kommando Haus 1                          | C      | G   | Lufingerstrasse 686154 / 257244      |              |
| 06203150TD        |      | Datei hochladen                                                  | Waffenplatz Kloten, Lehrgebäude 4                            | C      | G   | Lufingerstrasse 685854 / 257114      |              |

Legende: Im Wesentlichen siehe Legende der Liste der Kulturgüter von nationaler und regionaler Bedeutung, mit folgenden Ausnahmen:
- Anstelle der KGS-Nummer wird als Objekt-Identifikator (ID) die Inventarnummer im Verzeichnis der Objekte von überkommunaler Bedeutung des kantonalen Denkmalschutzamtes verwendet.
- Bei den Kategorien wird wie folgt unterschieden: B kant. = Objekt von kantonaler Bedeutung (Kanton Zürich); B reg. = Objekt von regionaler Bedeutung (Kanton Zürich).